# Gajevi (Prnjavor)
Gajevi (szerbül: Гајеви), település Bosznia-Hercegovinában, a Bosanska Krajina és a Bosanska Posavina közötti átmeneti területen, Prnjavor község területén, a Szerb Köztársaságban. 

## Fekvése
Bosznia-Hercegovina északi részén, Banja Lukától légvonalban 27, közúton 40 km-re északkeletre, községközpontjától légvonalban 11, közúton 18 km-re nyugatra fekvő dombvidéken, 220-332 méteres tengerszint feletti magasságban található. 

## Népessége
| Nemzetiségi csoport | Népesség 1991 | Népesség 2013 |
| ------------------- | ------------- | ------------- |
| Szerb               | 152           | 114           |
| Bosnyák             | 26            | 25            |
| Horvát              | 1             | 0             |
| Jugoszláv           | 2             | 0             |
| Egyéb               | 10            | 10            |
| Összesen            | 191           | 149           |

## Története
A térség 1878-ig tartozott az Oszmán Birodalomhoz, ekkor a berlini kongresszus határozata alapján az Osztrák-Magyar Monarchia része lett. A település akkor jött létre, amikor a 19. század végén és a 20. század elején Nyugat-Galíciából nagyszámú római katolikus lengyel és görög katolikus ukrán lakosság telepedett itt le. 1910-ben a Prnjavori járáshoz tartozó településen 57 háztartást, 282 görög katolikus és 76 római katolikus lakost találtak. A monarchia szétesésével 1918-ban előbb a Szerb-Horvát-Szlovén Királyság, majd 1929-től a Jugoszláv Királyság része. 1921-ben a községnek 75 háztartása és 454 lakosa volt. Az 1929-es törvény értelmében, amikor Bosznia-Hercegovinát négy banovinára, Drinskára, Vrbaskára, Zetskára és Primorskára osztották, a település a Vrbaska banovina része lett, amelynek székhelye Banja Luka volt Jugoszlávia megszállása után a Független Horvát Állam (NDH) része lett. A második világháború után a település a szocialista Jugoszláviához tartozott. A háború után a lengyel kormány visszahívta a Lengyelországon kívül tartózkodó lengyeleket, hogy térjenek vissza hazájukba. A lengyelek 1945-ös kongresszusukon úgy döntöttek, hogy visszatérnek hazájukba, és erről értesítették a jugoszláv és a lengyel hatóságokat. A lengyelek mindkét fél engedélyével Alsó-Sziléziát jelölték ki Lengyelországhoz való visszatérésük helyéül, a jugoszláv hatóságok azonban nem akartak kártérítést fizetni a lengyeleknek az általuk hátrahagyott vagyonért, sőt még azt követelték, hogy Lengyelország fizesse meg nekik a lengyelek által magukkal vitt szarvasmarhát. Következett a lengyelek nagy kivándorlása. Távoztak a görög katolikusok is főként Vajdaságba vagy Szlavóniába, ahol elsősorban a nagyobb városokban telepedtek le. Ennek során Boszniában 37 görög katolikus település teljesen kiürült, de a többiek ukrán lakossága is jelentősen csökkent. 1991-ben Gajeviben mindössze 10 ukrán maradt. A daytoni békeszerződést követő területfelosztásnál a település Prnjavor község részeként a Szerb Köztársaság területéhez került. 

## Nevezetességei
A Gajeviben található Szent Demeter Nagymártír görög katolikus templom 1934/1935-ben épült. (A falu első fatemplomát még 1914-ben építették.) A templomot 2014-ben bontották le, mert a becslések szerint nem volt lehetséges az újjáépítés. A templom kereszt alaprajzú volt, középen elhelyezett kisebb hagymakupolával, mely egy nyolcszögletű tamburán (kupoladob) áll. A templomnak oltártérrel szomszédos két oldalszárnya volt, amelyek egyhajlásszögű tetővel készültek. Az összes nyílást szegmensívvel zárták le. A lapos, vakolt homlokzatok profilozott párkányzattal készültek, amely az ablakpárkányokkal és a szemöldökökkel együtt a templom egyetlen homlokzati dekorációja volt. Az új templom építése 2015-ben kezdődött. Eddig az új templom alapjait fektették le.